# 蘆花公園站
蘆花公園站（日语：／ Roka-kōen eki */?）是一個位於東京都世田谷區南烏山三丁目，屬於京王電鐵京王線的鐵路車站。車站編號是KO11。

## 年表
- 1913年4月15日，作為京王電氣軌道的車站啟用，最初名為上高井戶站。
- 1937年9月1日，改稱蘆花公園站。
- 1944年5月31日，京王與東京急行電鐵合併後，蘆花公園站作為京王線的車站運行。
- 1948年6月1日，東急與京王帝都電鐵分拆，蘆花公園站成為京王的車站。
- 1982年3月，改建為地下站。
- 2010年9月，改建為跨站式站房。
- 2013年2月22日，以KO11作為上北澤站的編號。

## 車站構造
本站為側式月台2面2線地上站。月台位於彎道上，站舍為跨站式站房。
開業時的站房位於地面，1982年3月地下化，2010年9月再改為跨站式站房，並增建電梯與電扶梯，南口為站前廣場。
廁所位於閘口內大廳。
2006年3月，月台下方設置緊急待避空間。

### 月台配置
| 月台 | 路線   | 方向 | 目的地                               |
| ---- | ------ | ---- | ------------------------------------ |
| 1    | 京王線 | 下行 | 調布、橋本、京王八王子、高尾山口方向 |
| 2    | 京王線 | 上行 | 明大前、笹塚、新宿、新宿線方向       |

## 使用情況
2016年度一日平均上下車人次為14,429人。
| 年度               | 一日平均 上下車人次 | 一日平均 上車人次 | 出典   |
| ------------------ | ------------------- | ----------------- | ------ |
| 1955年（昭和30年） | 5,378               |                   |        |
| 1960年（昭和35年） | 8,793               |                   |        |
| 1965年（昭和40年） | 11,678              |                   |        |
| 1970年（昭和45年） | 12,598              |                   |        |
| 1975年（昭和50年） | 11,810              |                   |        |
| 1980年（昭和55年） | 9,613               |                   |        |
| 1985年（昭和60年） | 10,461              |                   |        |
| 1990年（平成02年） | 10,755              | 5,288             | [ 3 ]  |
| 1991年（平成03年） |                     | 5,519             | [ 4 ]  |
| 1992年（平成04年） |                     | 5,540             | [ 5 ]  |
| 1993年（平成05年） |                     | 5,619             | [ 6 ]  |
| 1994年（平成06年） |                     | 5,759             | [ 7 ]  |
| 1995年（平成07年） | 11,484              | 5,765             | [ 8 ]  |
| 1996年（平成08年） |                     | 5,710             | [ 9 ]  |
| 1997年（平成09年） |                     | 5,767             | [ 10 ] |
| 1998年（平成10年） |                     | 5,863             | [ 11 ] |
| 1999年（平成11年） |                     | 5,787             | [ 12 ] |
| 2000年（平成12年） | 12,141              | 6,041             | [ 13 ] |
| 2001年（平成13年） |                     | 6,033             | [ 14 ] |
| 2002年（平成14年） |                     | 6,011             | [ 15 ] |
| 2003年（平成15年） | 12,408              | 6,126             | [ 16 ] |
| 2004年（平成16年） | 12,206              | 6,019             | [ 17 ] |
| 2005年（平成17年） | 12,482              | 6,222             | [ 18 ] |
| 2006年（平成18年） | 12,965              | 6,466             | [ 19 ] |
| 2007年（平成19年） | 13,539              | 6,768             | [ 20 ] |
| 2008年（平成20年） | 13,732              | 6,868             | [ 21 ] |
| 2009年（平成21年） | 13,712              | 6,866             | [ 22 ] |
| 2010年（平成22年） | 13,656              | 6,847             | [ 23 ] |
| 2011年（平成23年） | 13,656              | 6,842             | [ 24 ] |
| 2012年（平成24年） | 13,810              | 6,918             | [ 25 ] |
| 2013年（平成25年） | 14,057              |                   |        |
| 2014年（平成26年） | 14,186              |                   |        |
| 2015年（平成27年） | 14,433              |                   |        |
| 2016年（平成28年） | 14,429              |                   |        |

## 車站周邊
車站東側是杉並區區界。距離東邊的八幡山站約700公尺。
車站西南側的UR都市機構團地正進行再開發。
- 世田谷文學館（日语：世田谷文学館）
- 國道20號（甲州街道）
- 蘆花恒春園（日语：蘆花恒春園）（蘆花公園）- 步行15分。東京都道311號環狀八號線（日语：東京都道311号環状八号線）（環八通）旁。
- 世田谷區立蘆花中學校（日语：世田谷区立芦花中学校）
- 世田谷區立蘆花小學校（日语：世田谷区立芦花小学校）
- 世田谷區立武藏丘小學校（日语：世田谷区立武蔵丘小学校）（位於本站與井之頭線富士見丘站之間）
- 芦花公園站前郵便局
- 杉並上高井戶郵便局
- UTENA（日语：ウテナ）本社
- SUMMIT蘆花公園站前店
- 蘆花公園團地（日语：芦花公園団地）

### 巴士路線
- 蘆花公園站前（小田急巴士（日语：小田急バス））
  - 成02（日语：小田急バス狛江営業所）：成城學園前站西口 - 蘆花公園站前 - 千歲烏山站
- 蘆花公園站（關東巴士）
  - 荻54（日语：関東バス五日市街道営業所）：蘆花公園站 - 高井戶站 - 荻窪站南口
  - 荻58（日语：関東バス五日市街道営業所）：北野 - 給田 - 千歲烏山站 - 蘆花公園站 - 高井戶站 - 荻窪站南口
  - （出入庫）：五日市街道營業所 - 高井戶站 - 蘆花公園站 - 千歲烏山站 - 給田 - 北野
  - （出入庫）：五日市街道營業所 - 高井戶站 - 蘆花公園站 - 千歲烏山站 →国學院（日语：國學院大學久我山中学高等学校）前→久我山醫院

## 站名由來
舊站名「上高井戶」是源自周邊地名豐多摩郡高井戶村上高井戶。之後以附近的德富蘆花住居蘆花恒春園命名為「蘆花公園」。

## 圖片

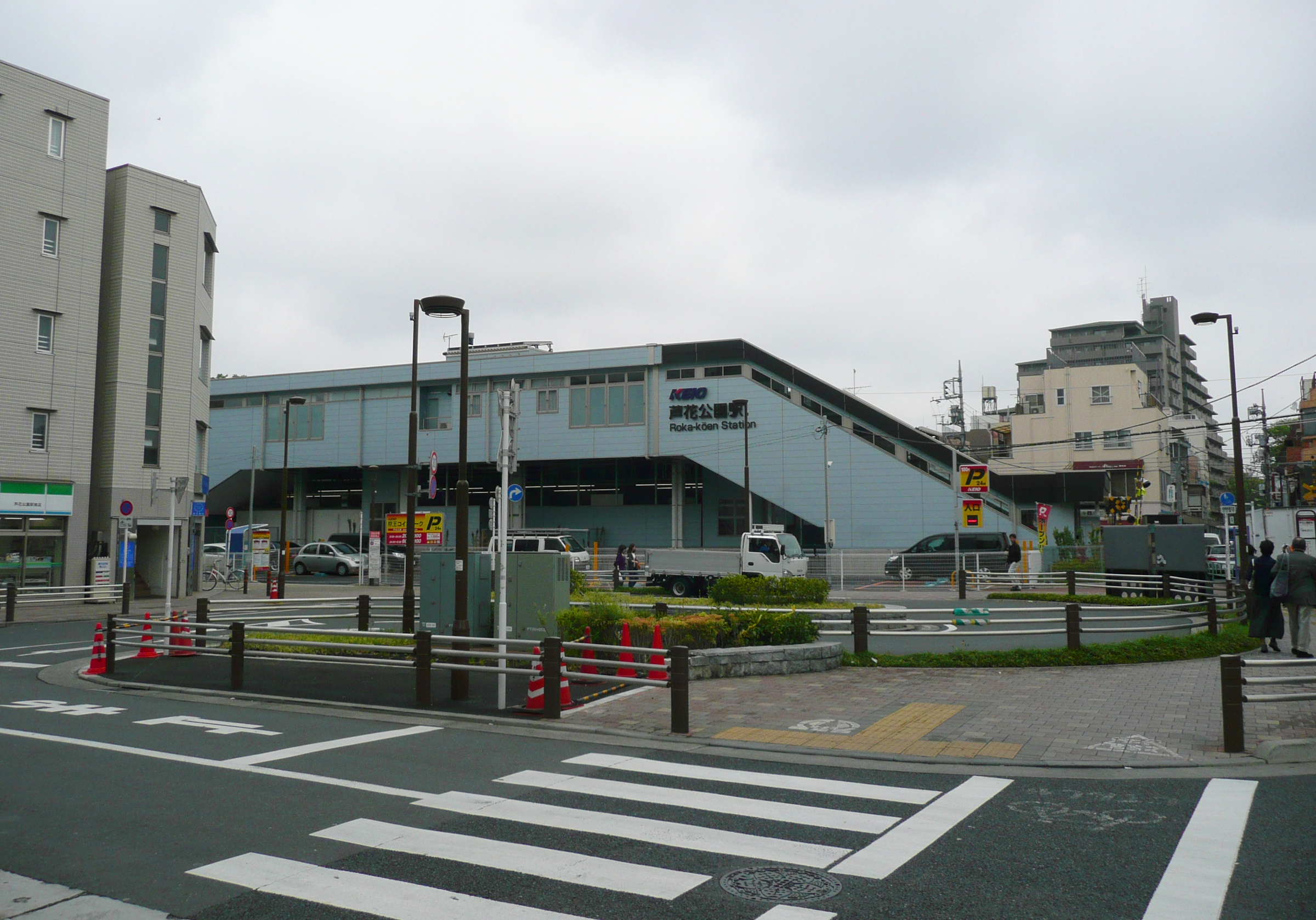
南口站前廣場（2012年4月）
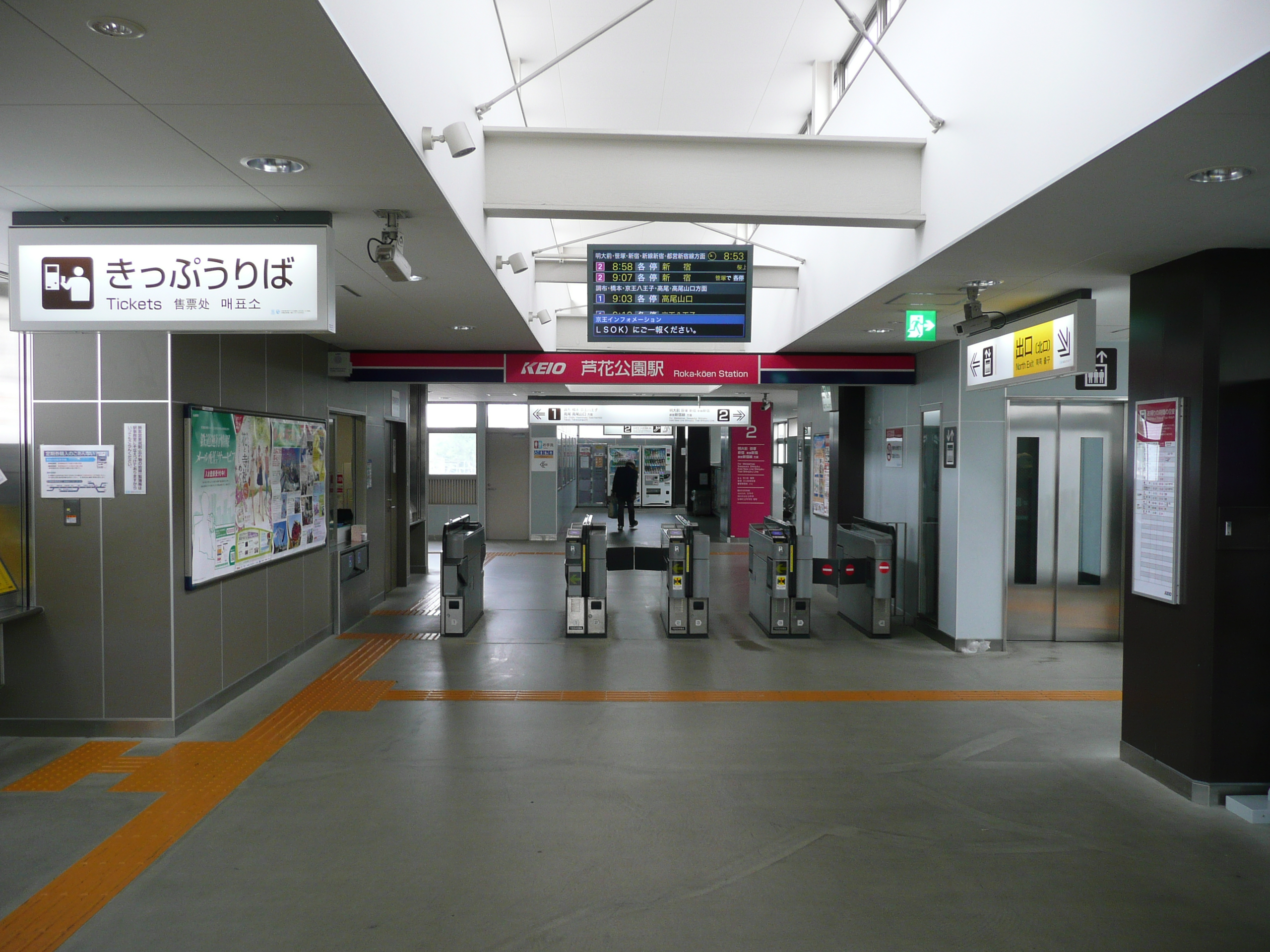
剪票口（2012年4月）
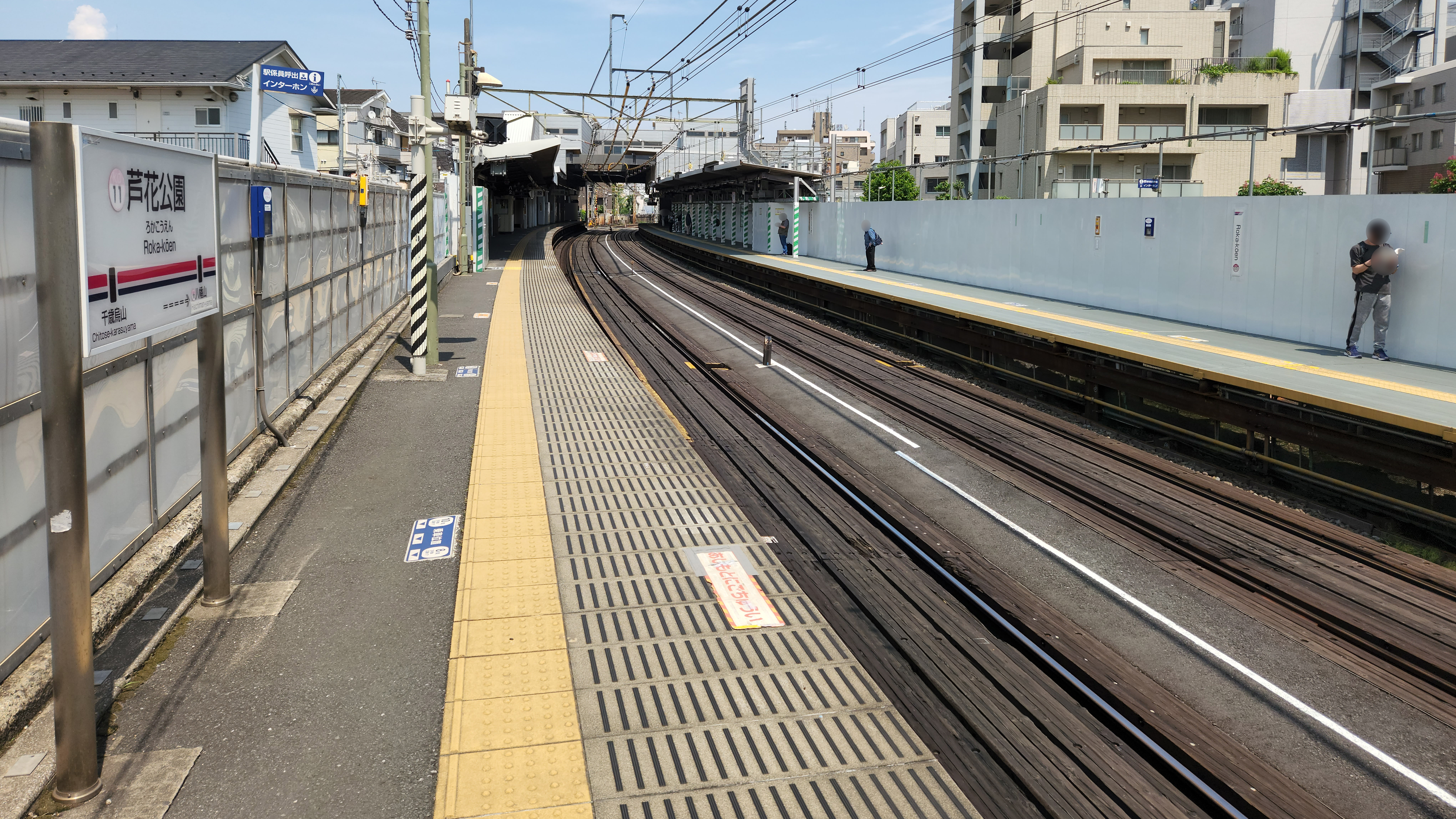
月台（2022年5月）
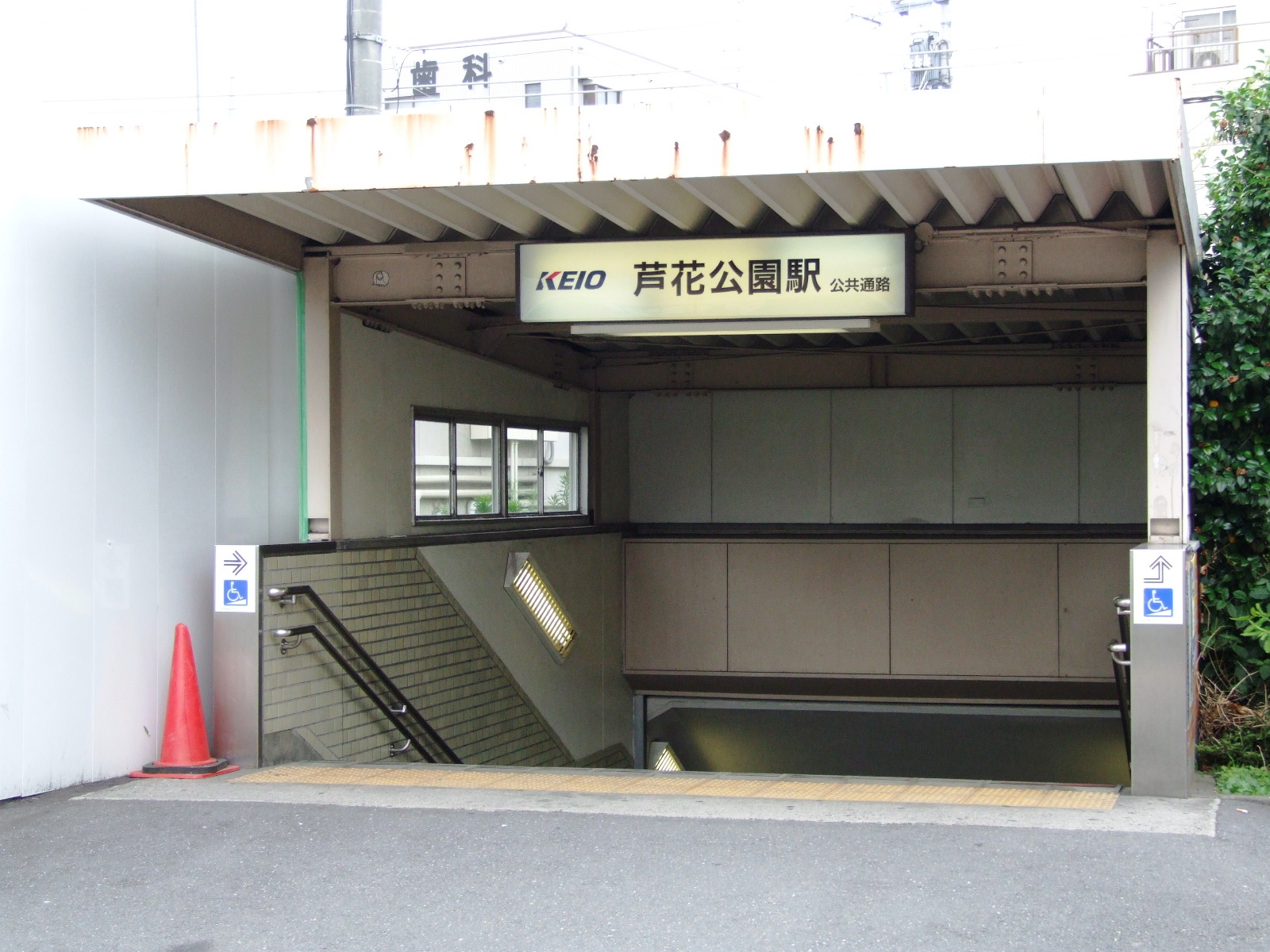
地下站舍時代的南口（2009年6月15日）

## 相鄰車站
京王電鐵
 京王線
■特急、■準特急、■急行、■區間急行、■快速
通過
■各站停車
八幡山（KO10）－蘆花公園（KO11）－千歲烏山（KO12）

## 外部連結
- 蘆花公園 - 京王電鐵

35°40′14.2″N 139°36′32″E / 35.670611°N 139.60889°E